# Санни-Айлс-Бич

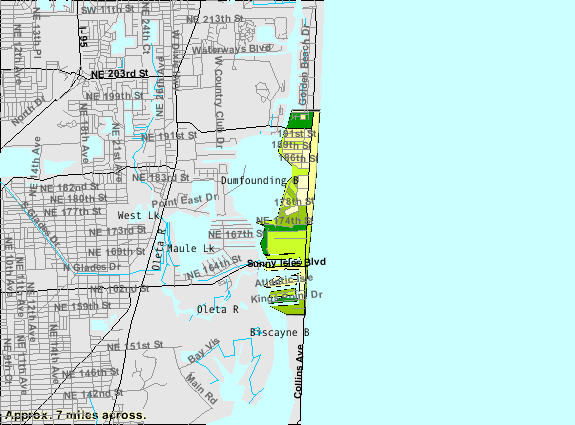
Границы города на карте восточного Майами-Бич

Санни-Айлс-Бич (англ. Sunny Isles Beach) — город в округе Майами-Дейд, штат Флорида, США. Прозвище города — Маленькая Москва в связи с большим количеством русских.

## География
Санни-Айлс-Бич фактически является северным пригородом Майами-Бич, на севере граничит с городком Голден-Бич, на западе — с городами Авентура, Норт-Майами-Бич и Норт-Майами. С востока Санни-Айлс-Бич омывается водами Атлантического океана, с запада — береговым каналом. Сам город находится на побочне. Площадь города составляет 3,7 км², из которых 1 км² (28,4 %) занимают открытые водные пространства. Основная улица города, «пронизывающая» его насквозь, — Коллинс-авеню (часть автомагистрали A1A), также через город проходят дороги Florida State Road 826 и Florida State Road 856. Ближайший аэропорт — Форт-Лодердейл/Холливуд находится в 16 километрах. Всё восточное побережье города представляет собой один длинный и узкий пляж. Город-побратим Санни-Айлс-Бич — Нетания (Израиль).

## История
В 1920 году некий Харви Бейкер Грейвс купил участок земли площадью 5,9 км² на месте будущего города. Он решил сделать это место курортом и назвал его Санни-Айлс (рус. Солнечные островки) — «Венеция Америки». В 1925 году был открыт мост Холовер, связавший напрямую этот курорт и Майами-Бич — это привлекло разработчиков, планировщиков и строителей недвижимости, которые начали углублять каналы и создавать новые, насыпать искусственные островки и полуострова, на которых можно было бы строить дома. Примерно в это же время предприниматель Карл Фишер построил здесь быстрейший в мире четвертьмильный бордтрек (овальная трасса с древесным покрытием) с местами на 12 тысяч зрителей. Спустя несколько месяцев после открытия, приняв одно-единственное соревнование, трасса была уничтожена Майамским ураганом.
До 1931 года это поселение носило официальное название Фулфорд, затем поменяло имя на Норт-Майами-Бич. В 1936 году поселение купил промышленник и благотворитель Кёртис Фродтерт. Он построил причал длиной почти в километр, который быстро стал визитной карточкой городка, а в 1982 году был признан исторической достопримечательностью. В 1950-х годах в Санни-Айлс был построен первый жилой частный дом на одну семью. К концу 1960-х годов на территории города вдоль Коллинс-авеню было построено больше 30 мотелей разнообразных дизайнов, в том числе Ocean Palm — первый двухэтажный мотель в США. Многие здания «мотельного ряда» были снесены в 2000-х годах в связи с активным возведением новых современных зданий.
В 1997 году жители Санни-Айлс проголосовали за инкорпорацию в качестве муниципалитета, в результате чего Санни-Айлс получил статус города (city) и новое имя — Санни-Айлс-Бич.
В начале 2000-х годов в городе начался бум строительства высотных зданий вдоль атлантического побережья. В 2008 году был построен 53-этажный кондоминиум Jade Beach высотой 175 метров. К настоящему времени (2014 год) — это самое высокое здание города и 17-е по высоте во всей Флориде.

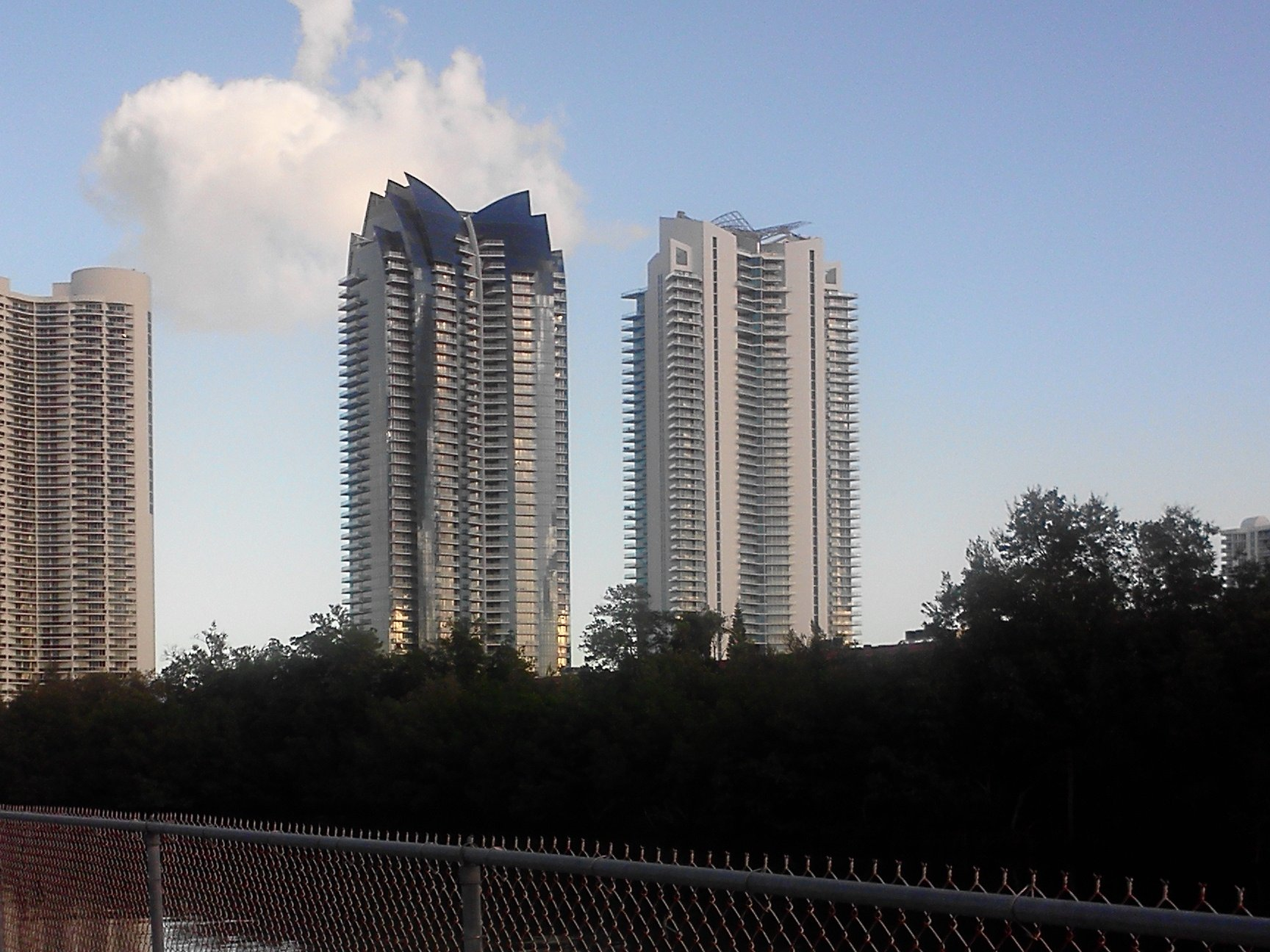
Jade Beach и Jade Ocean[англ.]
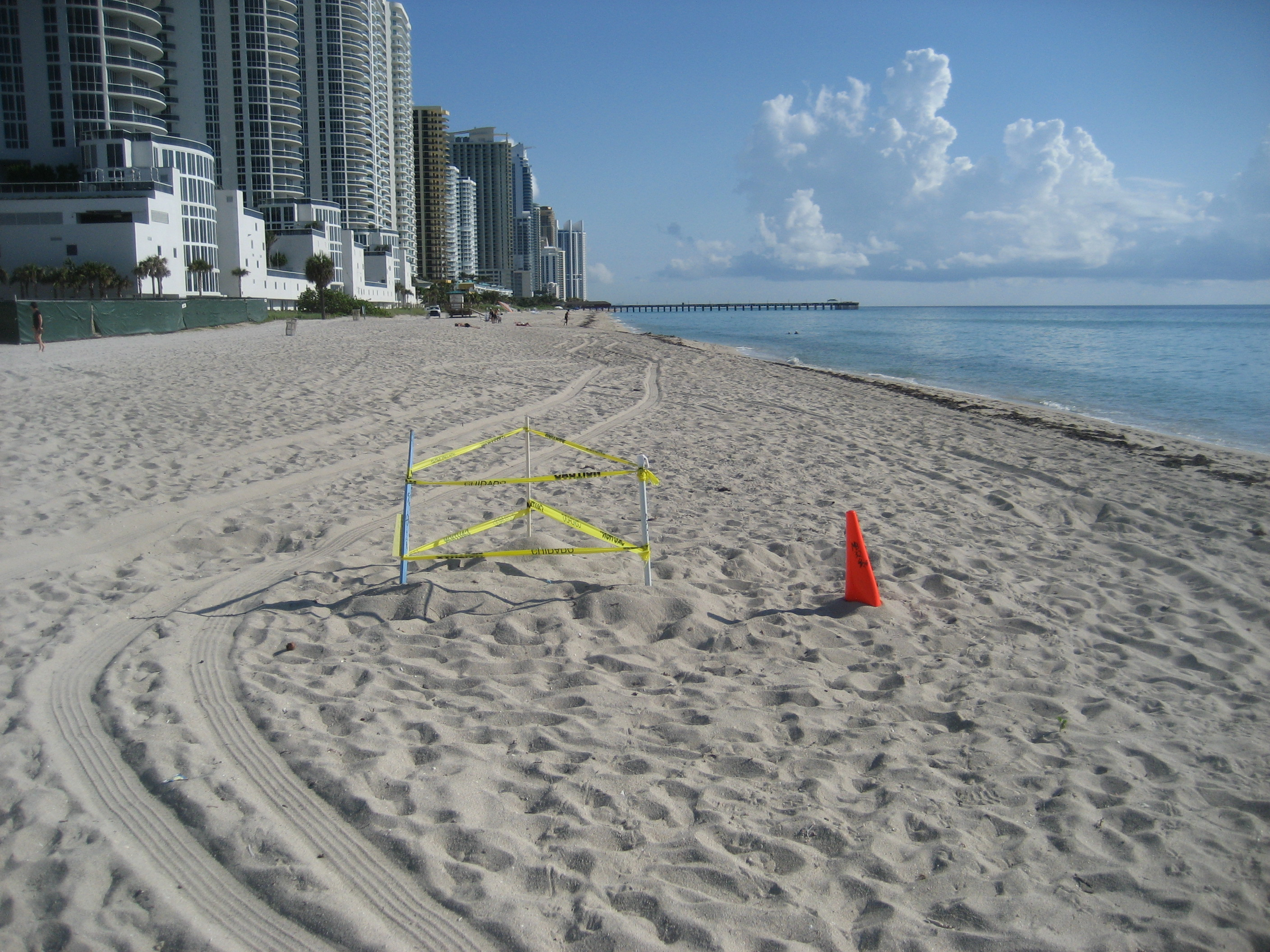
Длинный и узкий пляж тянется вдоль всего атлантического побережья города. Конусом и лентой обозначена кладка яиц морской черепахи.
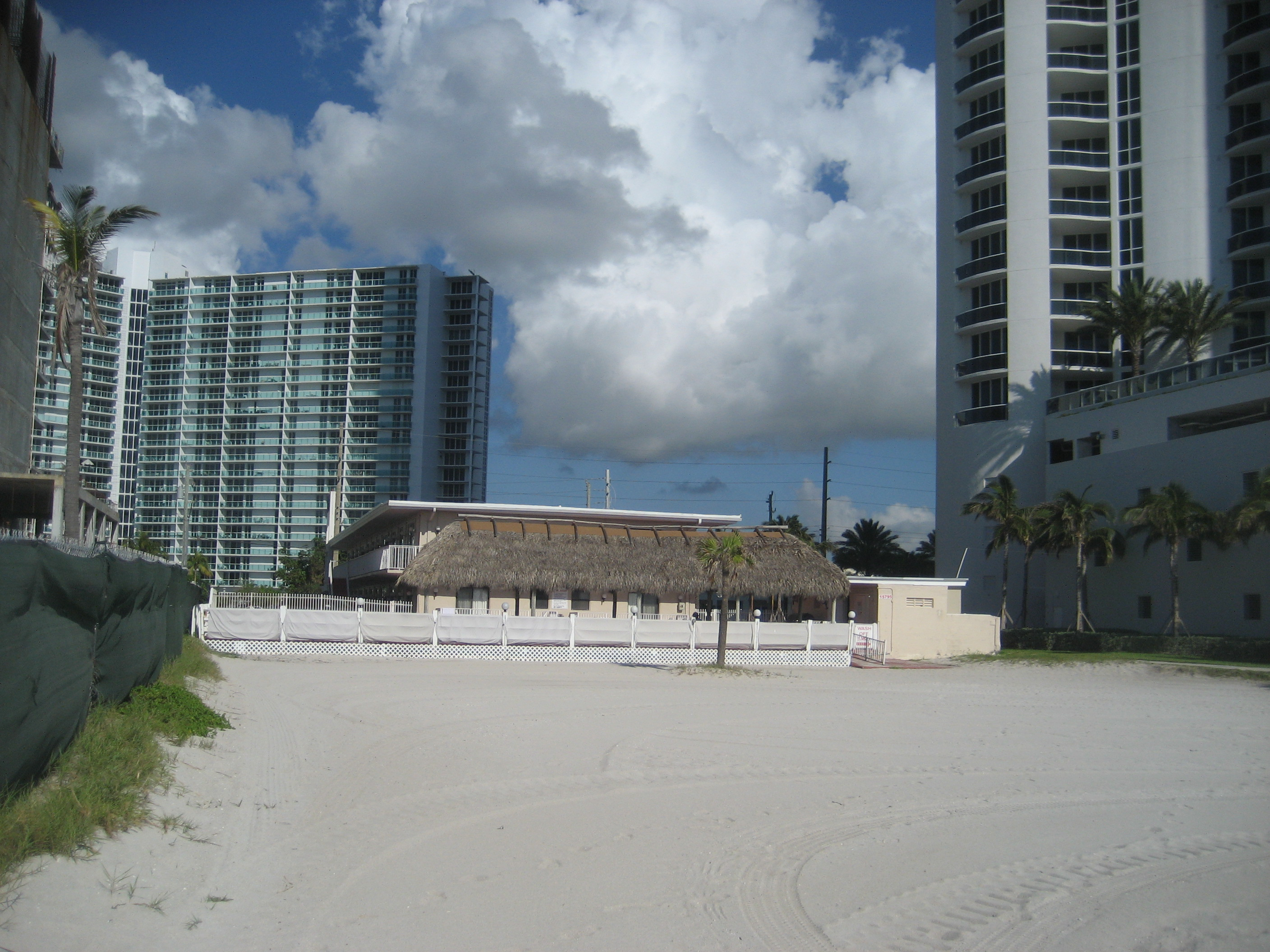
Ocean Palm — первый двухэтажный мотель в США (снесён в 2013 году).
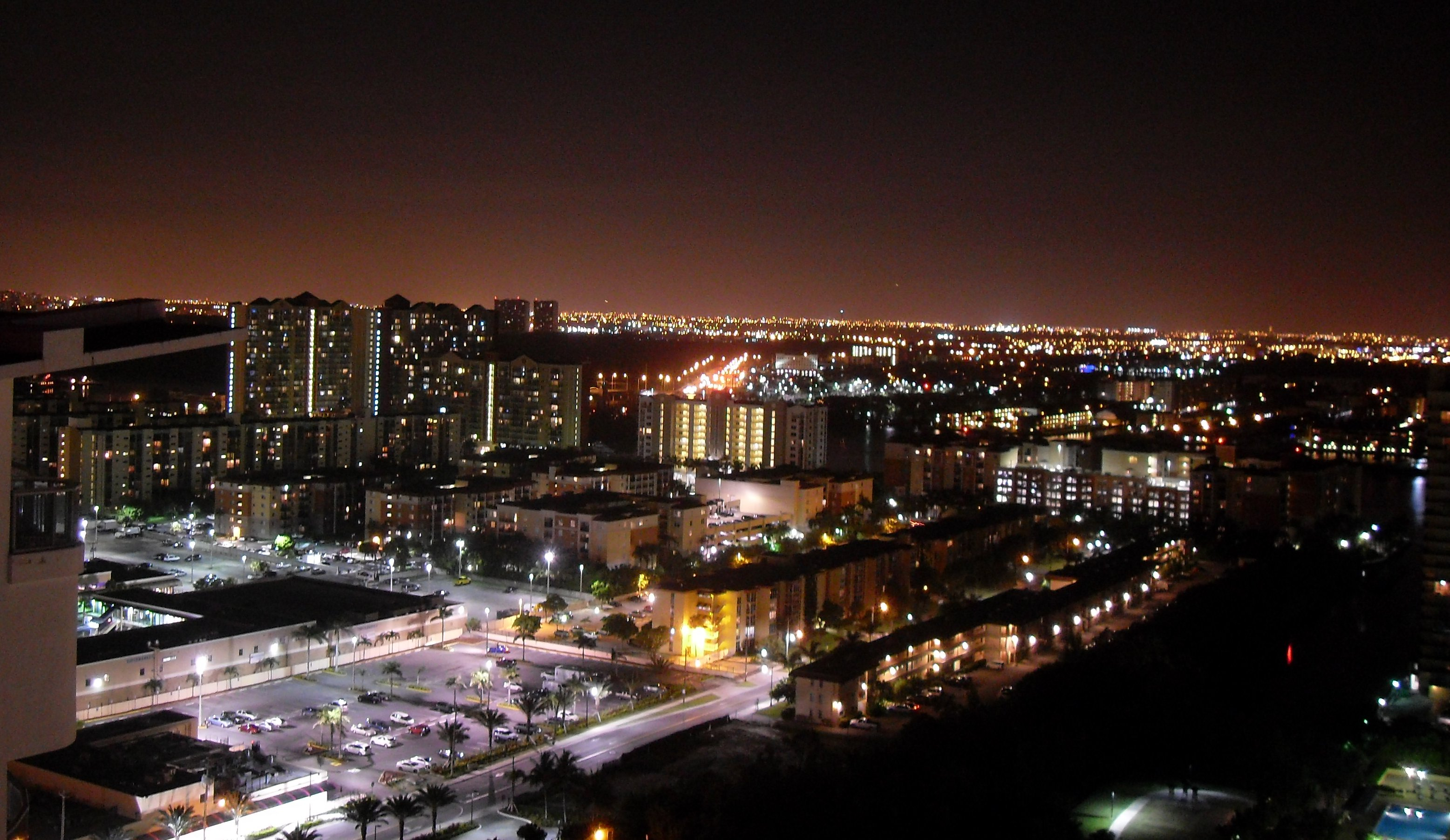
Санни-Айлс-Бич ночью

## Демография
По переписи 2000 года в городе проживало 15 315 человек (8169 домохозяйств, 3994 семьи). Расовый состав: белые — 91,85 %, негры и афроамериканцы — 2,03 %, коренные американцы — 0,16 %, азиаты — 1,36 %, уроженцы тихоокеанских островов и Гавайев — 0,01 %, прочие расы — 2,34 %, смешанные расы — 2,25 %, латиноамериканцы (любой расы) — 36,61 %. Средний возраст жителя составлял 50 лет: 11,3 % населения были несовершеннолетними и 32,2 % были пенсионерами. На 100 женщин приходилось 86,3 мужчины, причём на 100 совершеннолетних женщин приходилось 83,6 мужчины сопоставимого возраста. Средний доход домохозяйства составлял 31 627 долларов в год, семьи — 40 309 долларов, мужчины — 36 893 доллара, женщины — 28 207 долларов, доход на душу населения был 27 576 долларов в год. 11,2 % семей и 14,7 % населения жили за чертой бедности, в том числе к этой категории относились 18,9 % несовершеннолетних жителей города и 12,2 % пенсионеров. Своим родным языком испанский считали 40,07 % жителей города, английский — 36,86 %, русский — 7,36 %. О происхождении своих предков жители города сообщили следующее: русские — 18,2 %, американцы — 13,6 %, итальянцы — 12,5 %, поляки — 5,5 %, англичане — 4,5 %, немцы — 2,3 %.
По переписи 2010 года в городе проживало 20 832 человек (18 984 домохозяйства). Расовый состав: белые — 90,64 %, негры и афроамериканцы — 3,18 %, коренные американцы — 0,16 %, азиаты — 1,4 %, уроженцы тихоокеанских островов и Гавайев — 0,01 %, прочие расы — 2,41 %, смешанные расы — 2,19 %, латиноамериканцы (любой расы) — 44,39 %. Средний возраст жителя составлял 44 года: 16,6 % населения были несовершеннолетними и 28,1 % были пенсионерами. Размер средней семьи был 2,68 человек. 47,6 % населения были мужского пола, 52,4 % — женского. Средний доход семьи составлял 43 500 долларов в год, 15,1 % горожан жили за чертой бедности.
В Санни-Айлс-Бич 9,75 % жителей являются кубинцами, что делает этот город 46-м в списке «Населённые пункты США со значительным количеством кубинцев», 6,07 % жителей являются колумбийцами — 15-й в списке «Населённые пункты США со значительным количеством колумбийцев», 1,96 % жителей являются венесуэльцами — 7-й в списке «Населённые пункты США со значительным количеством венесуэльцев», 1,77 % жителей являются перуанцами — 32-й в списке «Населённые пункты США со значительным количеством перуанцев», 1,7 % жителей являются израильтянами — 20-й в списке «Населённые пункты США со значительным количеством израильтян».
По переписи 2020 года в городе проживало 22 342 человека.